# 蒂多雷
蒂多雷是印度尼西亚北马鲁古省的一个城市，位于哈马黑拉岛以西的小岛蒂多雷岛上，2010年人口普查共98,025人。行政区划上为蒂多雷群岛市（Kota Tidore Kepulauan），北马鲁古省的首府索菲菲位于蒂多雷群岛市下的北奥巴区（Kecamatan Oba Utara），未来索菲菲将以蒂多雷群岛市在哈马黑拉岛上的四个区为范围建立行政城市。

## 地理
蒂多雷岛是一座复式火山岛，最高海拔1,730米（5,676英尺）。
根据柯本气候分类法，蒂多雷属于热带雨林气候（Af）。

## 历史
历史上蒂多雷是个以出产香料闻名的城市，蒂多雷苏丹国建立于1081年，控制哈马黑拉岛南部大部分地區，有時還控制布魯島，安汶以及西新幾內亞沿岸許多島嶼。1605年與鄰國特尔纳特發生戰爭。蒂多雷在十七世紀與葡萄牙人建立了鬆散的聯盟，在島上有幾個堡壘，也曾在十六世紀與西班牙人建立了寬鬆的聯盟。在1663年西班牙人從蒂多雷和特爾納特撤出之前，蒂多雷成為該地區最獨立的王國之一，抵制荷蘭東印度公司的直接控制。儘管荷蘭頻繁的干涉，直到十八世紀末蒂多雷仍然是獨立的王國。蒂多雷苏丹国于1950年印尼苏卡诺时期灭亡，1999年由第36任苏丹重建。2010年苏丹皇宫重建完成，2012年至今的现任苏丹是Husain Syah。
蒂多雷岛原是中哈马黑拉县的一部分，原属马鲁古省，1999年划入新成立的北马鲁古省。2003年2月25日，印尼政府颁布的2003年印尼第1号法令，宣布中哈马黑拉县西部的5个区成立蒂多雷群岛市。

## 行政区划
目前蒂多雷群岛市下辖8个区（Kecamatan），市政府位于蒂多雷区：
- Kecamatan Oba 奥巴区
- Kecamatan Oba Selatan 南奥巴区
- Kecamatan Oba Tengah 中奥巴区
- Kecamatan Oba Utara 北奥巴区（北马鲁古省首府索菲菲所在）

以上四区将以正在新建中的城市索菲菲为基础，在未来成立独立的行政城市，即市（Kota或Kotamadya）。
- Kecamatan Tidore 蒂多雷区
- Kecamatan Tidore Selatan 南蒂多雷区
- Kecamatan Tidore Utara 北蒂多雷区
- Kecamatan Tidore Timur 东蒂多雷区

## 资料来源
1. ↑  Biro Pusat Statistik, Jakarta, 2011.
2. 1 2  . Kementerian Pekerjaan Umum Dan Perumahan Rakyat Republik Indonesia. （原始内容存档于2017-06-10）.
3. ↑  Provinsi Maluku Utara Sudah 16 Tahun, Belum Ada Ibu Kota Provinsi （页面存档备份，存于）
4. ↑  Witton, Patrick. . Melbourne: Lonely Planet. 2003: 827–828. ISBN 1-74059-154-2.
5. ↑  .   [2017-05-17]. （原始内容存档于2020-08-09）.
6. ↑  印尼语维基文库中2003年印尼共和国第1号法令

- Andaya, Leonard Y. 1993. The world of Maluku: eastern Indonesia in the early modern period. Honolulu: University of Hawaii Press. ISBN 0-8248-1490-8.